# باشگاه فوتبال القادسیه عربستان سعودی
باشگاه القادسیه (به عربی: نادي القادسية السعودي) یک باشگاه فوتبال از عربستان سعودی است که در شهر خبر قرار دارد. این باشگاه در سال ۱۹۶۷ میلادی تأسیس شد و هم‌اکنون در لیگ حرفه‌ای فوتبال عربستان بازی می‌کند 
این باشگاه یک بار در سال ۱۹۹۴ به مقام قهرمانی در جام در جام آسیا رسیده است و در همین سال تنها قهرمانی‌اش در جام فدراسیون عربستان را کسب کرد.
همچنین این تیم یک بار در سال ۱۹۹۲ به مقام قهرمانی جام ولیعهد عربستان رسیده است و سابقهٔ نایب قهرمانی در این مسابقات را هم دارد.
القادسیه دو قهرمانی و یک نایب قهرمانی در لیگ دسته اول عربستان را در کارنامهٔ خود دارد.
این باشگاه سابقهٔ حضور در لیگ حرفه‌ای فوتبال عربستان را نیز دارد.

## بازیکنان مشهور
- ناچو
- متئو رتگی
- کوئن کاستلز

## عملکرد در مسابقات AFC
- جام برندگان جام آسیا

۹۴–۱۹۹۳: قهرمان